# Cezary Fabiński
Cezary Fabiński, ps. Cezary (zm. 29 grudnia 1998 w Wiedniu) – polski piosenkarz, popularny w latach 50. XX wieku.

## Kariera
Zaczynał na początku lat 50. XX wieku. Od 1956 związany był z zespołem jazzowym Jana Walaska. Następnie nagrywał z Orkiestrą Taneczną Polskiego Radia pod dyrekcją Kazimierza Turewicza, z tą orkiestra nagrał parę popularnych przebojów m.in. Pies Dingo, Szukamy się wzajemnie, czy Nim zamknę drzwi. Później zaczął posługiwać się pseudonimem Cezary. W 1960 roku wyjechał do Austrii, zmarł 29 grudnia 1998 w Wiedniu.

## Dyskografia (solowa)
- Pronit N0194[4]
- Veriton 0124[5]